# Душко Пієтлович
Душко Пієтлович  (серб. Duško Pijetlović, 25 квітня 1985) — сербський ватерполіст, олімпійський чемпіон та медаліст.
Брат Душко, Гойко Пієтлович, грає за збірну Сербії на позиції воротаря. 

## Виступи на Олімпіадах
| Олімпіада   | Дисципліна | Місце |
| ----------- | ---------- | ----- |
| Пекін 2008  | водне поло | 3     |
| Лондон 2012 | водне поло | 3     |
| Ріо 2016    | водне поло | 1     |